# Dactylochirotida
Ordre
Les Dactylochirotida sont un ordre d'animaux marins de la classe des holothuries (concombre de mer).
Cet ordre n'est plus reconnu par les bases de données taxinomiques modernes comme World Register of Marine Species (20 mars 2014), qui placent ses familles parmi les Dendrochirotida.

## Liste des familles
Selon ITIS (20 mars 2014) :
- famille Rhopalodinidae Théel, 1886
- famille Vaneyellidae Pawson & Fell, 1965
- famille Ypsilothuriidae Heding, 1942